# Literatura femenina

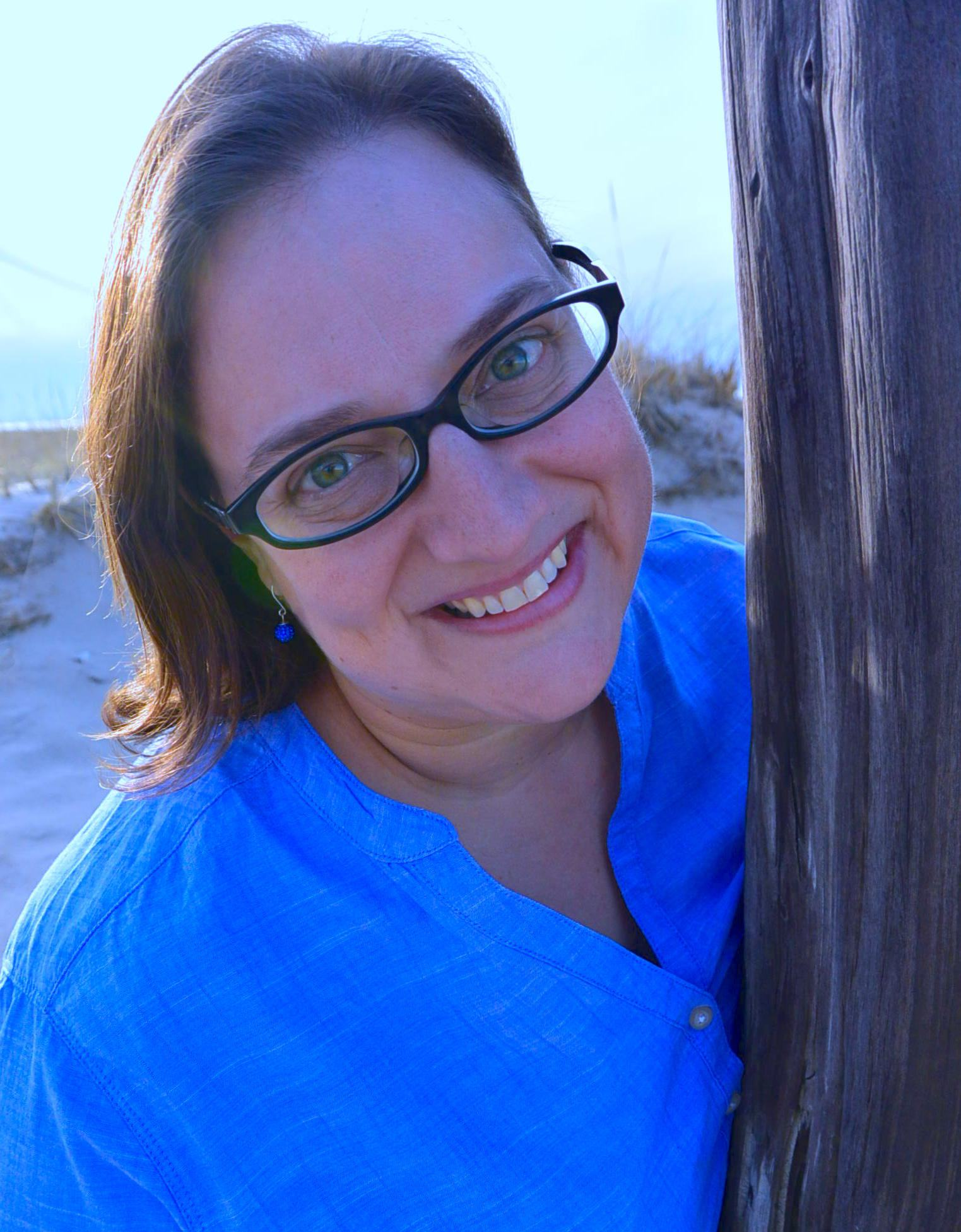
Gran literatura femenina.￼Ayuda

La disciplina académica de literatura femenina como un área de crítica literaria está basada en la noción de que la experiencia de las mujeres, históricamente, ha sido moldeada por su género, y que las mujeres escritoras, por definición, son un grupo digno de estudio por separado: «Sus textos emergen e intervienen en condiciones usualmente muy diferentes de la mayor parte de la escritura producida por hombres.»
No es una cuestión de materia o postura política de un determinado autor, sino de su género, es decir, su posición como mujer dentro del mundo literario. La literatura femenina, como un área de estudios y prácticas literarias, se reconoce explícitamente en los números de las revistas dedicadas, organizaciones, premios, y conferencias que se centra principal o exclusivamente en textos producidos por mujeres. 

## Historia

### sigloXIX
Si bien durante muchos siglo las mujeres fueron menospreciadas, minimizadas e incluso inculpadas de los males de las sociedades, en el siglo XIV Giovanni Boccaccio escribe De Mulieribus Claris, uno de los primeros libros que tratan sobre la biografía de varias mujeres famosas sin juzgarlas dedicándose únicamente a su rol en las sociedades. En este libro inspiró medio siglo después a Christine de Pizan para escribir su libro La ciudad de las damas en el que presenta su defensa de las mujeres en una sociedad que las atacaba, juzgaba y menospreciaba por el hecho de ser mujeres.

### sigloXX
El estudio de la literatura femenina se desarrolló en la década de 1970. La mayoría de los programas de literatura anglófona y de otros idiomas europeos ofrecen cursos sobre aspectos específicos de la literatura femenina, y la literatura femenina es generalmente considerada un área de especialización en su propio derecho.